# Janovce
Janovce é um município da Eslováquia, situado no distrito de Bardejov, na região de Prešov. Tem 5,55 km² de área e sua população em 2018 foi estimada em 462 habitantes.

## Demografia
| Ano:        | 1994 | 2004   | 2014   | 2024    |
| ----------- | ---- | ------ | ------ | ------- |
| Broj ljudi: | 403  | 419    | 433    | 479     |
| Razlika:    |      | +3,97% | +3,34% | +10,62% |

| Ano:               | 2023 | 2024   |
| ------------------ | ---- | ------ |
| Número de pessoas: | 470  | 479    |
| Diferença:         |      | +1,91% |